# استفانو لو روسو
استفانو لو روسو شهردار تورین ،  شهردار کلان شهر تورین ،  نایب رئیس انجمن ملی شهرداری های ایتالیا با مسئولیت سیاست های اروپایی و بین المللی  و هماهنگ کننده شهرداران برای حزب دموکرات ، زمین‌شناسی و استاد مهندسی زمین شناسی در گروه مهندسی محیط زیست، زمین و زیرساخت در دانشگاه پلی‌تکنیک تورین است.

## بیوگرافی
استفانو لو روسو در ۱۵ اکتبر ۱۹۷۵ در تورین ایتالیا به دنیا آمد، جایی که تمام زندگی خود را در آنجا اقامت داشته است.
پدرش اهل آپولیا و مادرش اهل ویلافرانکا پیمونته است.
در همان دوره، او تا سال ۲۰۰۴ به عنوان داور فوتبال فدرال خدمت کرد. 
او در سال ۲۰۰۴ ازدواج کرد و بعد طلاق گرفت. او یک دختر دارد